# Ganho secundário
Ganhos secundários é o termo usado na psicologia e na medicina para se referir a benefícios que um transtorno ou doença pode fornecer ao paciente que possa justificar o desejo do paciente em continuar doente. Exemplos de benefícios comuns em continuar doente são mais atenção de amigos e parentes, diminuição de responsabilidades, licença trabalhista, uso de certos remédios, afastamente da escola, ou mesmo uma aposentadoria precoce. Benefícios secundários podem influenciar o resultado de cirurgias e tratamentos. É o principal reforçador para o comportamento da hipocondria. O ganho secundário pode ser subconsciente.
Existe também o ganho primário, que é o ganho direto da doença, como poder descansar o dia inteiro, e o ganho terciário, que é o ganho dos parentes com a doença, como uma licença por motivo de doença em família como permissa nas leis trabalhistas brasileiras.
Em Psicanálise, entende-se como ganho secundário as vantagens advindas da neurose, as quais apresentam soluções menos conflituosas entre a dimensão crítica da mente e o desejo de origem inconsciente. Disto resulta o alívio da tensão psíquica.
Segundo Freud, estaria justamente no ganho secundário a grande dificuldade do tratamento psicanalítico.